# Monaster Turnu
Monaster Turnu (rum: Mănăstirea Turnu) – rumuński klasztor prawosławny położony na lewym brzegu Aluty, na terenie kurortu Călimănești, w okręgu Vâlcea, w Rumunii.
Klasztor jest wpisany na listę obiektów zabytkowych pod numerem AG-II-a-A-13622.